# Clamator
Clamator es un género de aves cuculiformes de la familia Cuculidae, que incluye cuatro especies comúnmente conocidas como críalos. Se distribuyen por buena parte de Asia, África y Europa.

## Especies
Se reconocen cuatro especies del género Clamator:
- Clamator glandarius (Linnaeus, 1758) - críalo europeo
- Clamator jacobinus (Boddaert, 1783) - críalo blanquinegro
- Clamator levaillantii (Swainson, 1829) - críalo listado
- Clamator coromandus (Linnaeus, 1766) - críalo oriental